# スターリング数
スターリング数（スターリングすう、英: Stirling number）は、上昇階乗冪 (rising factorial) や下降階乗冪 (falling factorial) を数値の冪乗と関係づけるための級数の展開係数として、イギリスの数学者ジェームズ・スターリングが1730年に彼の著書 Methodus Differentialis で導入した数である。スターリング数は第1種スターリング数と、第2種スターリング数に分類される。第1種スターリング数はべき乗から階乗への変換に、第2種スターリング数は階乗からべき乗への変換に現れる。また、スターリング数は組合せ数学において意味をもった数値を与える。

## 第1種スターリング数
第1種スターリング数 (en:Stirling numbers of the first kind) {\displaystyle [{\textstyle {n \atop k}}]} は、上昇階乗冪 {\displaystyle x^{\overline {n}}\equiv x(x+1)(x+2)\cdots (x+n-1)} を {\displaystyle x} のべき級数：
{\displaystyle x^{\overline {n}}=\textstyle \sum \limits _{k=0}^{n}\displaystyle \left[{n \atop k}\right]\,x^{k}}
で表現したときの展開係数として定義される。この定義では {\displaystyle 0\leq k\leq n} である。また、便宜上 {\displaystyle [{\textstyle {0 \atop 0}}]=1} と定義する。第1種スターリング数は、
{\displaystyle \left[{n \atop k}\right]=\left[{n-1 \atop k-1}\right]+(n-1)\,\left[{n-1 \atop k}\right]}
なる漸化式で計算できる。この漸化式は、べき級数の展開係数としての定義から導出できる。第1種スターリング数の中で、簡単な数式で書ける成分として、
{\displaystyle \left[{n \atop 0}\right]=0,\quad \left[{n \atop 1}\right]=(n-1)!,\quad \left[{n \atop n-1}\right]=\left({n \atop 2}\right),\quad \left[{n \atop n}\right]=1}
が挙げられる。なお、{\displaystyle ({\textstyle {n \atop 2}})} は二項係数（二項定理を参照）である。これらは上記の漸化式を用いれば証明できる。特に、第1の関係式は、{\displaystyle 0^{\overline {n}}=0} であることから導くこともできる。上に示した漸化式に従い、第1種スターリング数は下表のように計算される。なお、表中の空欄に位置する数値はゼロであると解釈する。
| n ＼ k | 0 | 1   | 2    | 3    | 4   | 5   | 6  | 7 |
| ------ | - | --- | ---- | ---- | --- | --- | -- | - |
| 0      | 1 |     |      |      |     |     |    |   |
| 1      | 0 | 1   |      |      |     |     |    |   |
| 2      | 0 | 1   | 1    |      |     |     |    |   |
| 3      | 0 | 2   | 3    | 1    |     |     |    |   |
| 4      | 0 | 6   | 11   | 6    | 1   |     |    |   |
| 5      | 0 | 24  | 50   | 35   | 10  | 1   |    |   |
| 6      | 0 | 120 | 274  | 225  | 85  | 15  | 1  |   |
| 7      | 0 | 720 | 1764 | 1624 | 735 | 175 | 21 | 1 |

下降階乗冪 {\displaystyle x^{\underline {n}}\equiv x\,(x-1)(x-2)\cdots (x-n+1)} も第1種スターリング数を含む展開係数を伴い、{\displaystyle x} のべき級数で表現できる。具体的には、
{\displaystyle x^{\underline {n}}=\textstyle \sum \limits _{k=0}^{n}(-1)^{n+k}\displaystyle \left[{n \atop k}\right]\,x^{k}}
と書けるので、展開係数は第1種スターリング数に符号補正 {\displaystyle (-1)^{n+k}} を施した値である。この展開式は、
{\displaystyle {\begin{aligned}x^{\underline {n}}&=x\,(x-1)(x-2)\cdots (x-n+1)\\&=(-1)^{n}\cdot (-x)(-x+1)(-x+2)\cdots (-x+n-1)\\&=(-1)^{n}\,(-x)^{\overline {n}}\end{aligned}}}
であることに注意すれば容易に証明できる。

### 第1種スターリング数の性質
{\displaystyle {\begin{aligned}&\textstyle \sum \limits _{k=0}^{n}\displaystyle \left[{n \atop k}\right]=n!,\\&\textstyle \sum \limits _{k=0}^{n}2^{k}\displaystyle \left[{n \atop k}\right]=(n+1)!,\\&\textstyle \sum \limits _{k=0}^{n}(-1)^{k}\displaystyle \left[{n \atop k}\right]=0\quad (n\geq 2)\end{aligned}}}
第1の関係式は、{\displaystyle 1^{\overline {n}}=n!} から導かれる。第2の関係式は {\displaystyle 2^{\overline {n}}=(n+1)!} から導かれる。第3の関係式は {\displaystyle n\geq 2} に関して、{\displaystyle (-1)^{\overline {n}}=0} であることから導かれる。
第1種スターリング数はベルヌーイ数 {\displaystyle B_{k}} と次のような関係がある。
{\displaystyle {\begin{aligned}&{\frac {1}{m!}}\textstyle \sum \limits _{k=0}^{m}\displaystyle \left[{m+1 \atop k+1}\right]\,B_{k}={\frac {1}{m+1}},\\&{\frac {1}{(m-1)!}}\textstyle \sum \limits _{k=0}^{m}\displaystyle \left[{m \atop k}\right]\,B_{k}=-{\frac {1}{m+1}}\quad (m\geq 1).\end{aligned}}}
第1の関係式は、上昇階乗冪の和の公式：
{\displaystyle \textstyle \sum \limits _{k=0}^{n-1}(k+1)^{\overline {m}}={\dfrac {n^{\overline {m+1}}}{m+1}}}
から導くことができる。第2の関係式は、第1の関係式に第1種スターリング数の漸化式を適用すれば導かれる。

### 組み合わせ数学における意味
第1種スターリング数 {\displaystyle [{\textstyle {n \atop k}}]} は、組合せ数学において、{\displaystyle n} 個の要素を {\displaystyle k} 個の巡回列に分割する組み合わせの数を与える。巡回列は山手線の駅のように繰り返される要素を示したデータ列である。ここでは、巡回列を {\displaystyle (0,2,1,3)} のように書こう。この場合、0, 2, 1, 3の順に数値が繰り返される場合を意味する。巡回列の場合、順列ではあるが {\displaystyle (0,2,1,3)} と {\displaystyle (2,1,3,0)} のように要素を巡回置換した巡回列どうしは同一とみなす。したがって、{\displaystyle n} 個の要素で構成される巡回列の組み合わせは {\displaystyle (n-1)!} 通りである。また、{\displaystyle (1)} は1個の要素で構成される巡回列であると考える。
例として4個の要素を巡回列2個に分割する組み合わせを考えよう そのような分割においては、構成要素が1個と3個の巡回列に分割する組み合わせと、構成要素が2個と2個の巡回列に分割する組み合わせがある。前者の分割法では、4個の要素から、単独で巡回列をなす要素1個を選び、残りの3個の要素で巡回列を作る組み合わせを考えればよい。要素4個から1個を選ぶ組み合わせは4通りであり、3個の要素から巡回列を作る組み合わせは2通りである。したがって、前者の分割法による組み合わせは全部で8通りとなる。後者については、4個の要素から巡回列をなす2個を選び、それぞれ2個の巡回列の組み合わせを考えればよい。要素4個から2個を選ぶのは6通りの組み合わせがあり、2個の要素が巡回列は1通りしかない。しかし、得られる2個の巡回列は同一構造の巡回列なので、6通りの組み合わせからその自由度を補正する必要がある。つまり、2分の1するということであり、後者の分割法による組み合わせは3通りである。つまり、4個の要素を巡回列2個に分割する組み合わせは全部で11通りとなる。この数値は {\displaystyle [{\textstyle {4 \atop 2}}]} と一致する。そのような組み合わせをすべて列挙すると以下のようになる。
{\displaystyle {\begin{array}{llll}{}[(0),(1,2,3)],&[(0),(1,3,2)],&[(1),(0,2,3)],&[(1),(0,3,2)]\\{}[(2),(0,1,3)],&[(2),(0,3,1)],&[(3),(0,1,2)],&[(3),(0,2,1)]\\{}[(0,1),(2,3)],&[(0,2),(1,3)],&[(0,3),(1,2)]\end{array}}}
上で説明した直接的な順列の作り方のほかに、4個の要素から巡回列2個を作る方法として次の手順を考える。手順1として、3個の要素から巡回列1個を作り、4番目の要素を単独要素の巡回列として追加する。手順2として、3個の要素から巡回列2個を作り、4番目の要素を既に作られた巡回列に追加する。手順1では、3個の要素から巡回列を作る組み合わせとして2通りが可能である。手順2では、3個の要素から巡回列2個を作る組み合わせが3通りある。さらに、4番目の要素を既存の巡回列に挿入する組み合わせは3通りずつあるので、手順2による組み合わせは9通りとなる。よって、手順1と手順2による組み合わせの合計として11通りになる。
この考え方を一般化し、{\displaystyle n} 個の要素から 巡回列 {\displaystyle k} 個を作るには、手順1として、{\displaystyle n-1} 個の要素から 巡回列 {\displaystyle k-1} 個を作った後、{\displaystyle k} 番目の巡回列として {\displaystyle n} 番目の要素を単独で追加する。その組み合わせの数は、{\displaystyle n-1} 個の要素から 巡回列 {\displaystyle k-1} 個を作る組み合わせの数に等しい。手順2として、{\displaystyle n-1} 個の要素から巡回列 {\displaystyle k} 個を作った後、{\displaystyle n} 番目の要素を既存の巡回列に挿入する。その組み合わせの数は、{\displaystyle n-1} 個の要素から 巡回列 {\displaystyle k} 個を作る組み合わせの数を {\displaystyle n-1} 倍した値となる。手順1と手順2の組み合わせの和であることを考えると、{\displaystyle n} 個の要素から 巡回列 {\displaystyle k} 個を作る組み合わせの数は第1スターリング数の漸化式で与えられることがわかる。したがって、その組み合わせの数は第1スターリング数 {\displaystyle [{\textstyle {n \atop k}}]} に等しい。

## 第2種スターリング数
第2種スターリング数 (en:Stirling numbers of the second kind) {\displaystyle \{{\textstyle {n \atop k}}\}} は、{\displaystyle x^{n}} を下降階乗冪 {\displaystyle x^{\underline {k}}\equiv x\,(x-1)(x-2)\cdots (x-k+1)} の級数：
{\displaystyle x^{n}=\textstyle \sum \limits _{k=0}^{n}\displaystyle \left\{{n \atop k}\right\}\,x^{\underline {k}}}
で展開したときの展開係数として定義される。この定義では、{\displaystyle 0\leq k\leq n} である。便宜上、{\displaystyle \{{\textstyle {0 \atop 0}}\}=1} と定義する。第2種スターリング数は
{\displaystyle \left\{{n \atop k}\right\}=\left\{{n-1 \atop k-1}\right\}+k\,\left\{{n-1 \atop k}\right\}}
なる漸化式で計算できる。この漸化式は、上記の級数展開による定義から導出できる。その漸化式に従うと、第2種スターリング数は下表のよう計算される。
| n ＼ k | 0 | 1 | 2  | 3   | 4   | 5   | 6  | 7 |
| ------ | - | - | -- | --- | --- | --- | -- | - |
| 0      | 1 |   |    |     |     |     |    |   |
| 1      | 0 | 1 |    |     |     |     |    |   |
| 2      | 0 | 1 | 1  |     |     |     |    |   |
| 3      | 0 | 1 | 3  | 1   |     |     |    |   |
| 4      | 0 | 1 | 7  | 6   | 1   |     |    |   |
| 5      | 0 | 1 | 15 | 25  | 10  | 1   |    |   |
| 6      | 0 | 1 | 31 | 90  | 65  | 15  | 1  |   |
| 7      | 0 | 1 | 63 | 301 | 350 | 140 | 21 | 1 |

第2種スターリング数 {\displaystyle \{{\textstyle {n \atop k}}\}} は、第1種スターリング数に符号補正を施した {\displaystyle (-1)^{n+k}[{\textstyle {n \atop k}}]} に対して逆行列の関係、すなわち、
{\displaystyle \textstyle \sum \limits _{k=0}^{N}(-1)^{n+k}\displaystyle \left[{n \atop k}\right]\,\left\{{k \atop m}\right\}=\delta _{nm}}
の関係を満たす。ただし、{\displaystyle N\geq n,m} とする。また、{\displaystyle \delta _{nm}} はクロネッカーのデルタである。この関係は、{\displaystyle x^{n}} を下降階乗冪 {\displaystyle x^{\underline {k}}} で展開した数式に対し、{\displaystyle x^{\underline {k}}} を {\displaystyle x} のべき級数で展開すれば導出できる。べき乗 {\displaystyle x^{n}} は 上昇階乗冪 {\displaystyle x^{\overline {k}}}
で展開した場合も、第2種スターリング数を含む展開係数を伴う。その展開した結果は、
{\displaystyle x^{n}=\textstyle \sum \limits _{k}^{n}(-1)^{n+k}\displaystyle \left\{{n \atop k}\right\}\,x^{\overline {k}}}
となり、展開係数は第2種スターリング数に符号補正 {\displaystyle (-1)^{n+k}} を施した値である。この展開式は、{\displaystyle x^{\underline {k}}=(-1)^{k}(-x)^{\overline {k}}} であることに注意すれば導出できる。

### 第2種スターリング数の性質
{\displaystyle {\begin{aligned}&\textstyle \sum \limits _{k=1}^{n}(-1)^{k}(k-1)!\displaystyle \left\{{n \atop k}\right\}=0\quad \quad (n\geq 2),\\&\textstyle \sum \limits _{k=0}^{n}(-1)^{n+k}k!\displaystyle \left\{{n \atop k}\right\}=1,\\&\sum _{k=0}^{n}(-1)^{n+k}(k+1)!\left\{{n \atop k}\right\}=2^{n}\end{aligned}}}
第1の関係式は第2種スターリング数の漸化式から導出できる。第2の関係式は、{\displaystyle (-1)^{\underline {k}}=(-1)^{k}k!} であることから導出できる。第3の関係式は {\displaystyle (-2)^{\underline {k}}=(-1)^{k}(k+1)!} から導出できる。
第2種スターリング数もベルヌーイ数との関係を示すことができる。
{\displaystyle {\begin{aligned}&B_{k-1}=\sum _{m=1}^{k}(-1)^{k+m}{\frac {(m-1)!}{m}}\left\{{k \atop m}\right\},\\&B_{k}=\sum _{m=0}^{k}(-1)^{m}{\frac {m!}{m+1}}\left\{{k \atop m}\right\}\end{aligned}}}
第1の関係式は、第1種スターリング数とベルヌーイ数の関係式から導出できる。第2の関係式は、第1の関係式に第2種スターリング数の漸化式を適用すれば導出できる。さらに、第2種スターリング数は公式:
{\displaystyle \left\{{n \atop k}\right\}={\frac {1}{k!}}\sum _{m=1}^{k}(-1)^{k-m}\left({k \atop m}\right)m^{n}}
によって一般項が計算できる。しかし、この公式も総和記号を含んでいるため、漸化式よりも便利な公式とは言いがたいが、この公式をベルヌーイ数との関係式（第2の関係式）に代入すればベルヌーイ数の一般項を得ることができる。

### 組み合わせ数学における意味
第2種スターリング数 {\displaystyle \{{\textstyle {n \atop k}}\}} は、組合せ数学において、番号づけされた {\displaystyle n} 個の要素をグループ {\displaystyle k} 個に分割する組み合わせの数を与える。分割する要素は番号付けされているので個別に区別できるが、グループは順序を特に区別しないものとする。選択された要素を {\displaystyle (0,2,3)} と書いた場合、{\displaystyle (0,3,2)} のように要素を置換した列も同一であるとみなす。分割されたグループに含まれる要素の数は均等である必要はなく、1個の要素しか含まないグループがあってもよいとする。要素4個をグループ2個に分割するには、要素が1個と3個のグループに分割する場合と、要素が2個と2個のグループに分割する組み合わせが挙げられる。前者の分割法では、要素4個から単独グループをなす要素1個を選ぶ組み合わせ、すなわち、4通りだけが存在する。後者の分割法では、要素4個から一方のグループを構成する2個を選ぶ組み合わせを考えればよい。その組み合わせは6通りあるのだが、分割される双方のグループが要素2個で構成されることから、グループ間に対称性がある。その対称性から2の自由度がある。その自由度を補正すると、後者の分割法は3通りの組み合わせがあることになる。したがって、要素 0, 1, 2, 3 をグループ2個に分割する組み合わせは、全部で以下の7通りがある。
{\displaystyle {\begin{array}{llll}{}[(0),(1,2,3)],&[(1),(0,2,3)],&[(2),(0,1,3)],&[(3),(0,1,2)],\\{}[(0,1),(2,3)],&[(0,2),(1,3)],&[(0,3),(1,2)]\end{array}}}
上で列挙した要素4個をグループ2個に分割する組み合わせは、次のように構成することもできる。手順1として、要素3個をグループ1個に分割し、4番目の要素を第2のグループとして単独で追加する。手順2として、要素3個をグループ2個に分割し、4番目の要素をどちらかのグループに挿入する。手順1で構成される組み合わせは、要素3個をグループ1個に分割する組み合わせの数:1通りに等しい。手順2で構成される組み合わせは、要素3個をグループ2個に分割する組み合わせの数:3通りに対して、4番目の要素を2つのグループのどちらかに挿入する組み合わせ（2 通り）があるので、全部で6通りである。手順1と手順2による組み合わせの和は7通りとなり、上で列挙した組み合わせの数と一致する。
これを一般化して、要素 {\displaystyle n} 個をグループ {\displaystyle k} 個に分割するには、次の2つの手順で組み合わせを作ればよい。手順1として、要素{\displaystyle n-1} 個をグループ {\displaystyle k-1} 個に分割し、{\displaystyle n} 番目の要素を {\displaystyle k} 番目のグループとして単独で追加すればよい。手順2として、要素 {\displaystyle n-1} 個をグループ {\displaystyle k} 個に分割し、{\displaystyle n} 番目の要素を {\displaystyle k} 個のグループのどれかに挿入する。手順1で構成される組み合わせの数は、要素 {\displaystyle n-1} 個をグループ {\displaystyle k-1} 個に分割する組み合わせの数に等しい。手順2で構成される組み合わせの数は、要素 {\displaystyle n-1} 個をグループ {\displaystyle k} に分割する組み合わせの数の {\displaystyle k} 倍に等しい。したがって、手順1と手順2で構成される組み合わせの和として、求める組み合わせの数は第2種スターリング数の漸化式で与えられる。要素 {\displaystyle n} 個をグループ {\displaystyle k} 個に分割する組み合わせは、第2種スターリング数 {\displaystyle \{{\textstyle {n \atop k}}\}} で与えられる。